# Santa Marinella
Santa Marinella est une commune italienne de la ville métropolitaine de Rome Capitale, dans la région Latium.

## Culture
- Pyrgi fut un des principaux ports étrusques de la côte tyrrhénienne.
- Le site étrusque de La Castellina.

## Administration
| Période                                  | Période | Identité | Étiquette | Qualité |
| ---------------------------------------- | ------- | -------- | --------- | ------- |
|                                          |         |          |           |         |
| Les données manquantes sont à compléter. |         |          |           |         |

### Hameau
Santa Severa. Près du château de Santa Severa se trouve l'emplacement de l'antique Pyrgi, port important à l'époque étrusque.

### Communes limitrophes
Allumiere, Cerveteri, Civitavecchia, Tolfa.

## Personnalités
- Maria Crocifissa Curcio (°1877 - †1957), religieuse carmélite, fondatrice de la congrégation des Carmélites missionnaires de Sainte Thérèse de l’Enfant-Jésus. Elle a été béatifiée en 2005.